# Джеремі Вільямс
Джеремі Вільямс (англ. Jeremy Williams; 19 серпня 1972) — американський професійний боксер і спеціаліст зі змішаних бойових мистецтв (англ. MMA).

## Аматорська кар'єра
На Іграх доброї волі 1990 завоював бронзову медаль, програвши нокаутом Андрію Курнявка (СРСР) у півфіналі.

## Професіональна кар'єра
Дебютував на професійному рингу 1992 року і здобув 15 переважно дострокових перемог поспіль, зокрема нокаутував в другому раунді  Данелла Ніколсона.
12 березня 1994 року зазнав першої поразки рішенням більшості від Ларрі Дональда.
Здобувши ще 11 дострокових перемог, 29 червня 1996 року вийшов на бій за вакантний титул чемпіона світу за версією WBO у важкій вазі проти британця  Генрі Акінванде і зазнав поразки нокаутом в третьому раунді.
Здобувши ще 8 перемог нокаутами, 19 червня 1999 року зазнав поразки одностайним рішенням суддів від Морріса Гарріса (США).
28 квітня 2000 року програв технічним нокаутом володарю малопрестижного титулу IBC у важкій вазі данцю Браяну Нільсену.
До завершення кар'єри провів ще 10 боїв, в яких здобув 8 перемог, програв нігерійцю Семюелю Пітеру і звів внічию поєдинок з ексчемпіоном в першій важкій вазі Альфредом Рудольф Коулом.

## Кар'єра в змішаних бойових мистецтвах
8 грудня 2005 року дебютував у ММА. Загалом досяг рекорду 5–0, а його остання перемога відбулася 15 березня 2008 року.